# Payo de Ojeda
Payo de Ojeda is een gemeente in de Spaanse provincie Palencia in de regio Castilië en León met een oppervlakte van 19,28 km². Payo de Ojeda telt 62 inwoners (1 januari 2016).

## Demografische ontwikkeling
Bron: INE, 1857-2011: volkstellingen